# Hydropsyche betteni
Hydropsyche betteni är en nattsländeart som beskrevs av Ross 1938. Hydropsyche betteni ingår i släktet Hydropsyche och familjen ryssjenattsländor. Inga underarter finns listade i Catalogue of Life.

## Bildgalleri

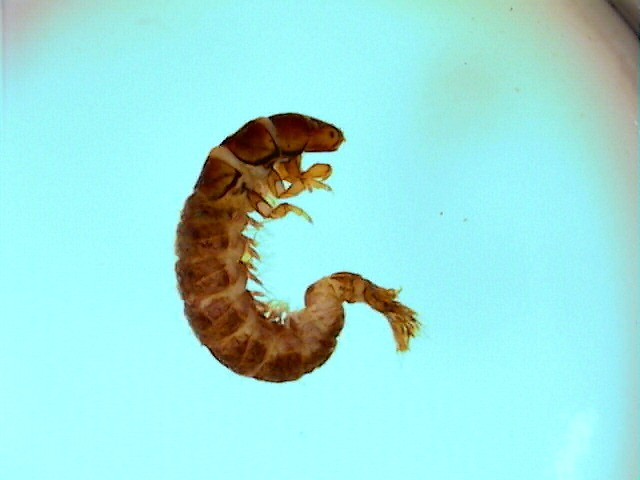